# Krzysztof Lipiński
Krzysztof Lipiński (ur. 14 lipca 1984 w Kostrzynie nad Odrą) – polski saneczkarz, olimpijczyk.
Startował na Igrzyskach w Turynie. W konkurencji dwójek jechał razem z Marcinem Piekarskim. Zawody ukończyli na 17. pozycji.